# Hanina Ben-Menahem
Hanina Ben-Menahem (* um 1945) ist ein ehemaliger israelischer Hochschullehrer für Jüdisches Recht (Halacha) an der Hebräischen Universität in Jerusalem.

## Leben
Er studierte Recht an der Hebräischen Universität und wurde 1970 als Rechtsanwalt zugelassen. 1978 promovierte er in Oxford. Seit 1978 lehrt er Rechtswissenschaft an der Hebräischen Universität. 1987/1988 war er Gastprofessor in Stanford und 1995 an der Harvard Law School. 1995 bis 2000 leitete er das Institut für jüdisches Recht an der Hebräischen Universität.
In seinen Schriften weist er auf die vielfältigen und zum Teil in sich widersprüchlichen Traditionen jüdischen Rechts hin. Er plädiert für ein tolerantes Rechtsverständnis.

## Werke (Auswahl)
- Towards a jurisprudential analysis of the "kim li" argument in: Shenaton Hamishpat ha-Ivri,  6/7, 1979/80
- Is there always one uniquely correct answer to a legal question in the Talmud?, in: Jewish Law Annual 6, 1987, S. 169–173
- Judicial deviation in Talmudic law, 1991
- mit N. S. Hecht (Hrsg.): Authority, Process and Method: studies in Jewish law, 1998
- mit N. S. Hecht, u. a. (Hrsg.): Postscript: the judicial process and the nature of Jewish law, in: An introduction to the history and sources of Jewish law, Oxford: Clarendon Press, 1996
- Maimonides on equity: reconsidering the Guide for the Perplexted III:34 in: Journal of Law and Religion, XVII, 1/2, 2002, S. 19–48.